# New South Wales Open 1982
Il New South Wales Open 1982 è stato un torneo di tennis giocato sull'erba. È stata la 91ª edizione del torneo, che fa parte del Volvo Grand Prix 1982 e del WTA Tour 1982. Si è giocato a Sydney in Australia dal 13 al 19 dicembre 1982.

## Campioni

### Singolare maschile
John Alexander ha battuto in finale  John Fitzgerald con il punteggio di 4–6 7–6 6–4.

### Singolare femminile
Martina Navrátilová ha battuto in finale  Evonne Goolagong Cawley  6–0, 3–6, 6–1.

### Doppio maschile
John Alexander /  John Fitzgerald hanno battuto in finale  Cliff Letcher /  Craig A. Miller con il punteggio di 6–4, 7–6.

### Doppio femminile
Martina Navrátilová /  Pam Shriver hanno battuto in finale  Claudia Kohde Kilsch /  Eva Pfaff con il punteggio di 6–2, 2–6, 7–6.